# 横浜ファーマシー
株式会社横浜ファーマシー（よこはまファーマシー）とは、青森県弘前市に本社を置き、北東北でドラッグストアを展開する企業である。
2014年にカワチ薬品の完全子会社となった。

## 沿革
- 1988年4月 - 設立
- 2014年1月 - カワチ薬品の完全子会社化

## 店舗の展開
- スーパードラッグアサヒ
北東北を中心に店舗を展開しているドラッグストア。電子マネーEdy、PayPayでの決済が可能。かつてはマツモトキヨシグループに属していた。

- スーパーシティアサヒ
スーパードラッグアサヒで取り扱っている医薬品、化粧品、雑貨、食品などの品揃えに加えて、生鮮食品や総菜なども扱っている。電子マネーEdyでの決済が可能。
現在は青森県十和田市の十和田店、同県三沢市のビードルプラザ店の2店舗。
十和田店は2006年3月に既存のスーパードラッグアサヒ十和田店を増築の上業態転換、ビードルプラザ店は、2007年3月31日、三沢市のビードルプラザ（旧：とうてつ三沢店）内のテナントとして開店した。
※かつては、弘前市にパワードラッグアサヒがあったが閉店し、古本屋のほんだらけになった（現在は、ほんだらけも閉店）。

## 店舗

### 津軽地区
- 板柳店（板柳町）
- 柏店（つがる市）
- 藤崎店（藤崎町）
- エルム店（五所川原市）調剤薬局併設
- 鰺ヶ沢店（鰺ヶ沢町）

### 弘前地区
- 南大町店（弘前市）
- さくら野弘前店（弘前市）
- 黒石バイパス店（黒石市）
- 黒石富士見店（黒石市）

### 青森地区
- 青森店（青森市）
- 青森中央店（青森市）調剤薬局併設
- 青森西バイパス店（青森市）
- 青森佃店（青森市）

### 下北地区
- むつ店（むつ市）

### 上十三地区
- 三沢店（三沢市）
- スーパーシティアサヒ・十和田店（十和田市）
- 野辺地店（野辺地町）
- スーパーシティアサヒ・ビードルプラザ店（三沢市）

### 八戸地区
- 八戸店（八戸市）
- 類家店（八戸市）
- 湊高台店（八戸市）
- 下田店（おいらせ町）

### 秋田県
- 角館店（仙北市）
- 大館店（大館市）
- 大曲店（大仙市）
- 大曲田町店（大仙市）
- 能代店（能代市）
- 湯沢店（湯沢市）
- ユザワプラザ店（湯沢市）
- 八橋店（秋田市）
- 秋田中央店（秋田市）
- 秋田広面店（秋田市）
- エクスプレス秋田勝平店（秋田市）
- 外旭川店（秋田市）

### 岩手県
- 二戸店（二戸市）
- さくら野北上店（北上市）

## かつて存在した店舗

### 北海道
- 東苗穂店（札幌市）
- 平岡店（札幌市）

※2019年2月末を以って2店同時に閉店し北海道エリアから撤退。

### 青森県
- 青森石江店
- チーノ店（2013年1月21日閉店）
- 弘前店（2017年04月閉店）
- 城東北店（2015年9月30日閉店）
- （旧）十和田店（2006年にスーパーシティアサヒに業態転換。）
- 堅田店（2021年06月30日閉店[1]）

### 岩手県
- 柴波店（2015年9月閉店）
- 久慈店（2024年2月閉店）

### 山形県
- 鶴岡店（2015年03月閉店）
- 新庄店（2015年03月閉店）
- 東根店